# حقل غاز فردوسي

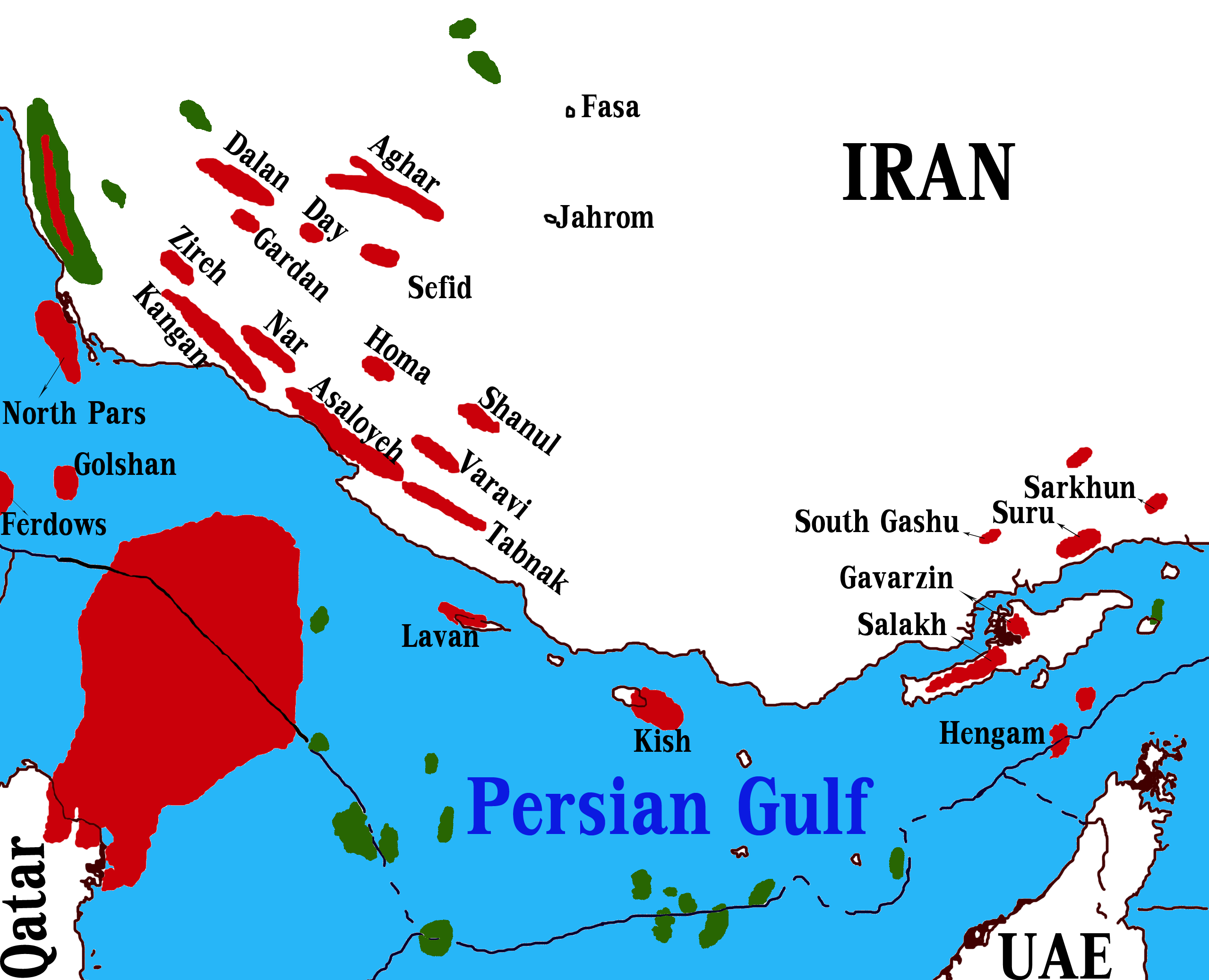
حقول الغاز في إيران.

حقل غاز فردوسي هي أحد الاكتشافات الحديثة الشركة الوطنية الإيرانية للنفط الذي يقع في حوالي 190 كيلومترا جنوب شرق بوشهر وعلى بعد 85 كيلومترا قبالة سواحل الخليج العربي.
يقدر حجم الغاز في المكان والغاز القابل للاستخراج في هذا الحقل ب 13 و 9 تريليون قدم مكعب على التوالي.
في 26 ديسمبر 2007 تم التوقيع على عقد لتطوير الحقل بين الشركة الوطنية الإيرانية للنفط وشركة إس كيه إس الماليزية لاكتشاف البترول في إيران.